# Agglutinazione (biologia)
L'agglutinazione è una reazione immunologica tra antigene e anticorpo specifico (chiamato isoagglutinina), che provoca la formazione di agglomerati di antigene che precipitano; gli antigeni ai quali gli anticorpi si legano possono essere presenti sugli eritrociti, su cellule batteriche o in forma libera.

## Applicazioni in microbiologia
L'agglutinazione è comunemente usata come metodo per identificare antigeni batterici specifici e quindi permettere l'identificazione delle specie batteriche, ed è utile in quanto la reazione di aggregazione si verifica rapidamente ed è facile da ottenere.

## Applicazioni in medicina
Tipologie di agglutinazione sono:
- Emoagglutinazione
- Leucoagglutinazione

Il fenomeno di agglutinazione può essere utilizzato in medicina per valutare la presenza di determinati batteri nel sangue (batteriemia), ad esempio in patologie quali la salmonellosi (reazione di Widal) o la brucellosi (agglutinazione di Wright), nelle rickettsiosi (reazione di Weil-Felix) e nella polmonite atipica primaria virale, o per la determinazione di gruppi sanguigni e incompatibilità trasfusionali (test di Coombs).